# Івановка (Соль-Ілецький міський округ)
Іва́новка (рос. Ивановка) — село у складі Соль-Ілецького міського округу Оренбурзької області, Росія.

## Населення
Населення — 48 осіб (2010; 149 у 2002).
Національний склад (станом на 2002 рік):
- казахи — 61 %
- росіяни — 26 %